# UAE Tour 2019
L'UAE Tour 2019 fou la primera edició d'aquesta cursa ciclista masculina, organitzada als Emirats Àrabs Units. La cursa es disputà entre el 24 de febrer i el 2 de març, amb un recorregut dividit en set etapes, la primera d'elles contrarellotge per equips.
La cursa fou dominada de cap a fi per Primož Roglič (Team Jumbo-Visma), líder des del primer dia i vencedor de l'etapa reina. L'acompanyaren al podi Alejandro Valverde (Team Movistar) i David Gaudu (Groupama-FDJ).

## Equips participants
Vint equips prendran part a la cursa: divuit WorldTeams i dos equips continentals professionals.
| WorldTeams (18)- Sky - UAE Team Emirates - Bahrain-Merida - Bora-hansgrohe - AG2R La Mondiale - Astana - CCC Team - Deceuninck-Quick Step - EF Education First - Groupama-FDJ - Lotto Soudal - Movistar Team - Mitchelton-Scott - Dimension Data - Team Jumbo-Visma - Katusha-Alpecin - Team Sunweb - Trek-Segafredo Equips continentals professionals (2)- Gazprom-RusVelo - Team Novo Nordisk |
| |

## Etapes
| Etapa    | Data      | Ciutats d'etapa                                     | type                      | Distància (km) | Vencedor de l'etapa         | Líder de la general |
| -------- | --------- | --------------------------------------------------- | ------------------------- | -------------- | --------------------------- | ------------------- |
| 1a etapa | 24 de feb | Illa Al Hudayriat – Illa Al Hudayriat               | contrarellotge per equips | 16             | Team Jumbo-Visma            | Primož Roglič       |
| 2a etapa | 25 de feb | Yas Island – Abu Dhabi                              | etapa plana               | 184            | Fernando Gaviria Rendón     | Primož Roglič       |
| 3a etapa | 26 de feb | Universitat dels Emirats Àrabs Units – Jebel Hafeet | etapa de muntanya         | 179            | Alejandro Valverde Belmonte | Primož Roglič       |
| 4a etapa | 27 de feb | Palm Jumeirah – Hatta Dam                           | etapa accidentada         | 197            | Caleb Ewan                  | Primož Roglič       |
| 5a etapa | 28 de feb | Flag Island – Khor Fakkan                           | etapa plana               | 181            | Elia Viviani                | Primož Roglič       |
| 6a etapa | 1 de març | Ajman – Jabal Bil Ays                               | etapa de muntanya         | 180            | Primož Roglič               | Primož Roglič       |
| 7a etapa | 2 de març | Dubai Safari Park – Dubai                           | etapa plana               | 145            | Sam Bennett                 | Primož Roglič       |

### Etapa 1
| \| Classificació de l'etapa \| Classificació de l'etapa \| Classificació de l'etapa \| Classificació de l'etapa \| Classificació de l'etapa \| Classificació de l'etapa \| \| Equip \| Equip \| Temps \| Diferència de temps \| Velocitat \| \| \| ------------------------ \| ------------------------ \| ------------------------ \| ------------------------ \| ------------------------ \| ------------------------ \| \| 1r \| Team Jumbo-Visma \| 16' 49" \| 0" \| 57.086 km/h \| \| \| 2n \| Team Sunweb \| 16' 56" \| + 7" \| 56.693 km/h \| \| \| 3r \| Bahrain-Merida \| 16' 58" \| + 9" \| 56.582 km/h \| \| \| 4t \| Sky \| 17' 03" \| + 14" \| 56.305 km/h \| \| \| 5è \| Movistar Team \| 17' 07" \| + 18" \| 56.086 km/h \| \| \| 6è \| CCC Team \| 17' 13" \| + 24" \| 55.760 km/h \| \| \| 7è \| Deceuninck-Quick Step \| 17' 15" \| + 26" \| 55.652 km/h \| \| \| 8è \| EF Education First \| 17' 15" \| + 26" \| 55.652 km/h \| \| \| 9è \| Bora-hansgrohe \| 17' 17" \| + 28" \| 55.545 km/h \| \| \| 10è \| Dimension Data \| 17' 17" \| + 28" \| 55.545 km/h \| \| |                       |         |                     |             |
| |                       |         |                     |             |
| Font: ProCyclingStats |                       |         |                     |             |
| Classificació de l'etapa |                       |         |                     |             |
| Equip | Equip                 | Temps   | Diferència de temps | Velocitat   |
| 1r | Team Jumbo-Visma      | 16' 49" | 0"                  | 57.086 km/h |
| 2n | Team Sunweb           | 16' 56" | + 7"                | 56.693 km/h |
| 3r | Bahrain-Merida        | 16' 58" | + 9"                | 56.582 km/h |
| 4t | Sky                   | 17' 03" | + 14"               | 56.305 km/h |
| 5è | Movistar Team         | 17' 07" | + 18"               | 56.086 km/h |
| 6è | CCC Team              | 17' 13" | + 24"               | 55.760 km/h |
| 7è | Deceuninck-Quick Step | 17' 15" | + 26"               | 55.652 km/h |
| 8è | EF Education First    | 17' 15" | + 26"               | 55.652 km/h |
| 9è | Bora-hansgrohe        | 17' 17" | + 28"               | 55.545 km/h |
| 10è | Dimension Data        | 17' 17" | + 28"               | 55.545 km/h |

| \| Classificació general \| Classificació general \| Classificació general \| Classificació general \| Classificació general \| \| Corredor \| Corredor \| Equip \| Temps \| \| \| --------------------- \| --------------------- \| --------------------- \| --------------------- \| --------------------- \| \| 1r \| Primož Roglič \| Team Jumbo-Visma \| 16' 49" \| \| \| 2n \| Laurens De Plus \| Team Jumbo-Visma \| + 0" \| \| \| 3r \| Jos van Emden \| Team Jumbo-Visma \| + 0" \| \| \| 4t \| Koen Bouwman \| Team Jumbo-Visma \| + 0" \| \| \| 5è \| Max Walscheid \| Team Sunweb \| + 7" \| \| \| 6è \| Chad Haga \| Team Sunweb \| + 7" \| \| \| 7è \| Tom Dumoulin \| Team Sunweb \| + 7" \| \| \| 8è \| Wilco Kelderman \| Team Sunweb \| + 7" \| \| \| 9è \| Nikias Arndt \| Team Sunweb \| + 7" \| \| \| 10è \| Rohan Dennis \| Bahrain-Merida \| + 8" \| \| |                 |                  |         |
| |                 |                  |         |
| Font: ProCyclingStats |                 |                  |         |
| Classificació general |                 |                  |         |
| Corredor | Corredor        | Equip            | Temps   |
| 1r | Primož Roglič   | Team Jumbo-Visma | 16' 49" |
| 2n | Laurens De Plus | Team Jumbo-Visma | + 0"    |
| 3r | Jos van Emden   | Team Jumbo-Visma | + 0"    |
| 4t | Koen Bouwman    | Team Jumbo-Visma | + 0"    |
| 5è | Max Walscheid   | Team Sunweb      | + 7"    |
| 6è | Chad Haga       | Team Sunweb      | + 7"    |
| 7è | Tom Dumoulin    | Team Sunweb      | + 7"    |
| 8è | Wilco Kelderman | Team Sunweb      | + 7"    |
| 9è | Nikias Arndt    | Team Sunweb      | + 7"    |
| 10è | Rohan Dennis    | Bahrain-Merida   | + 8"    |

### Etapa 2
| \| Classificació de l'etapa \| Classificació de l'etapa \| Classificació de l'etapa \| Classificació de l'etapa \| Classificació de l'etapa \| \| Corredor \| Corredor \| Equip \| Temps \| \| \| ------------------------ \| ------------------------ \| ------------------------ \| ------------------------ \| ------------------------ \| \| 1r \| Fernando Gaviria Rendón \| UAE Team Emirates \| 4h 36' 32" \| \| \| 2n \| Elia Viviani \| Deceuninck-Quick Step \| + 0" \| \| \| 3r \| Caleb Ewan \| Lotto-Soudal \| + 0" \| \| \| 4t \| Kristoffer Halvorsen \| Team Sky \| + 0" \| \| \| 5è \| Erik Baška \| Bora-Hansgrohe \| + 0" \| \| \| 6è \| Sam Bennett \| Bora-Hansgrohe \| + 0" \| \| \| 7è \| Sacha Modolo \| EF Education First \| + 0" \| \| \| 8è \| Marcel Kittel \| Katusha-Alpecin \| + 0" \| \| \| 9è \| Marc Sarreau \| Groupama-FDJ \| + 0" \| \| \| 10è \| Jakub Mareczko \| CCC Team \| + 0" \| \| |                         |                       |            |
| |                         |                       |            |
| Font: ProCyclingStats |                         |                       |            |
| Classificació de l'etapa |                         |                       |            |
| Corredor | Corredor                | Equip                 | Temps      |
| 1r | Fernando Gaviria Rendón | UAE Team Emirates     | 4h 36' 32" |
| 2n | Elia Viviani            | Deceuninck-Quick Step | + 0"       |
| 3r | Caleb Ewan              | Lotto-Soudal          | + 0"       |
| 4t | Kristoffer Halvorsen    | Team Sky              | + 0"       |
| 5è | Erik Baška              | Bora-Hansgrohe        | + 0"       |
| 6è | Sam Bennett             | Bora-Hansgrohe        | + 0"       |
| 7è | Sacha Modolo            | EF Education First    | + 0"       |
| 8è | Marcel Kittel           | Katusha-Alpecin       | + 0"       |
| 9è | Marc Sarreau            | Groupama-FDJ          | + 0"       |
| 10è | Jakub Mareczko          | CCC Team              | + 0"       |

| \| Classificació general \| Classificació general \| Classificació general \| Classificació general \| Classificació general \| \| Corredor \| Corredor \| Equip \| Temps \| \| \| --------------------- \| --------------------- \| --------------------- \| --------------------- \| --------------------- \| \| 1r \| Primož Roglič \| Team Jumbo-Visma \| 4h 53' 21" \| \| \| 2n \| Jos van Emden \| Team Jumbo-Visma \| + 0" \| \| \| 3r \| Laurens De Plus \| Team Jumbo-Visma \| + 0" \| \| \| 4t \| Koen Bouwman \| Team Jumbo-Visma \| + 0" \| \| \| 5è \| Wilco Kelderman \| Team Sunweb \| + 6" \| \| \| 6è \| Max Walscheid \| Team Sunweb \| + 7" \| \| \| 7è \| Tom Dumoulin \| Team Sunweb \| + 7" \| \| \| 8è \| Nikias Arndt \| Team Sunweb \| + 7" \| \| \| 9è \| Vincenzo Nibali \| Bahrain-Merida \| + 9" \| \| \| 10è \| Damiano Caruso \| Bahrain-Merida \| + 9" \| \| |                 |                  |            |
| |                 |                  |            |
| Font: ProCyclingStats |                 |                  |            |
| Classificació general |                 |                  |            |
| Corredor | Corredor        | Equip            | Temps      |
| 1r | Primož Roglič   | Team Jumbo-Visma | 4h 53' 21" |
| 2n | Jos van Emden   | Team Jumbo-Visma | + 0"       |
| 3r | Laurens De Plus | Team Jumbo-Visma | + 0"       |
| 4t | Koen Bouwman    | Team Jumbo-Visma | + 0"       |
| 5è | Wilco Kelderman | Team Sunweb      | + 6"       |
| 6è | Max Walscheid   | Team Sunweb      | + 7"       |
| 7è | Tom Dumoulin    | Team Sunweb      | + 7"       |
| 8è | Nikias Arndt    | Team Sunweb      | + 7"       |
| 9è | Vincenzo Nibali | Bahrain-Merida   | + 9"       |
| 10è | Damiano Caruso  | Bahrain-Merida   | + 9"       |

### Etapa 3
| \| Classificació de l'etapa \| Classificació de l'etapa \| Classificació de l'etapa \| Classificació de l'etapa \| Classificació de l'etapa \| \| Corredor \| Corredor \| Equip \| Temps \| \| \| ------------------------ \| --------------------------- \| ------------------------ \| ------------------------ \| ------------------------ \| \| 1r \| Alejandro Valverde Belmonte \| Movistar Team \| 4h 44' 50" \| \| \| 2n \| Primož Roglič \| Team Jumbo-Visma \| + 0" \| \| \| 3r \| David Gaudu \| Groupama-FDJ \| + 0" \| \| \| 4t \| Emanuel Buchmann \| Bora-Hansgrohe \| + 4" \| \| \| 5è \| Daniel Martin \| UAE Team Emirates \| + 12" \| \| \| 6è \| Davide Formolo \| Bora-Hansgrohe \| + 33" \| \| \| 7è \| Ilnur Zakarin \| Katusha-Alpecin \| + 33" \| \| \| 8è \| James Knox \| Deceuninck-Quick Step \| + 35" \| \| \| 9è \| Bauke Mollema \| Trek-Segafredo \| + 35" \| \| \| 10è \| Jan Hirt \| Astana \| + 35" \| \| |                             |                       |            |
| |                             |                       |            |
| Font: ProCyclingStats |                             |                       |            |
| Classificació de l'etapa |                             |                       |            |
| Corredor | Corredor                    | Equip                 | Temps      |
| 1r | Alejandro Valverde Belmonte | Movistar Team         | 4h 44' 50" |
| 2n | Primož Roglič               | Team Jumbo-Visma      | + 0"       |
| 3r | David Gaudu                 | Groupama-FDJ          | + 0"       |
| 4t | Emanuel Buchmann            | Bora-Hansgrohe        | + 4"       |
| 5è | Daniel Martin               | UAE Team Emirates     | + 12"      |
| 6è | Davide Formolo              | Bora-Hansgrohe        | + 33"      |
| 7è | Ilnur Zakarin               | Katusha-Alpecin       | + 33"      |
| 8è | James Knox                  | Deceuninck-Quick Step | + 35"      |
| 9è | Bauke Mollema               | Trek-Segafredo        | + 35"      |
| 10è | Jan Hirt                    | Astana                | + 35"      |

| \| Classificació general \| Classificació general \| Classificació general \| Classificació general \| Classificació general \| \| Corredor \| Corredor \| Equip \| Temps \| \| \| --------------------- \| --------------------------- \| --------------------- \| --------------------- \| --------------------- \| \| 1r \| Primož Roglič \| Team Jumbo-Visma \| 9h 38' 05" \| \| \| 2n \| Alejandro Valverde Belmonte \| Movistar Team \| + 14" \| \| \| 3r \| David Gaudu \| Groupama-FDJ \| + 31" \| \| \| 4t \| Emanuel Buchmann \| Bora-Hansgrohe \| + 39" \| \| \| 5è \| Wilco Kelderman \| Team Sunweb \| + 47" \| \| \| 6è \| Daniel Martin \| UAE Team Emirates \| + 54" \| \| \| 7è \| Tom Dumoulin \| Team Sunweb \| + 57" \| \| \| 8è \| Víctor de la Parte González \| CCC Team \| + 1' 05" \| \| \| 9è \| James Knox \| Deceuninck-Quick Step \| + 1' 07" \| \| \| 10è \| Davide Formolo \| Bora-Hansgrohe \| + 1' 08" \| \| |                             |                       |            |
| |                             |                       |            |
| Font: ProCyclingStats |                             |                       |            |
| Classificació general |                             |                       |            |
| Corredor | Corredor                    | Equip                 | Temps      |
| 1r | Primož Roglič               | Team Jumbo-Visma      | 9h 38' 05" |
| 2n | Alejandro Valverde Belmonte | Movistar Team         | + 14"      |
| 3r | David Gaudu                 | Groupama-FDJ          | + 31"      |
| 4t | Emanuel Buchmann            | Bora-Hansgrohe        | + 39"      |
| 5è | Wilco Kelderman             | Team Sunweb           | + 47"      |
| 6è | Daniel Martin               | UAE Team Emirates     | + 54"      |
| 7è | Tom Dumoulin                | Team Sunweb           | + 57"      |
| 8è | Víctor de la Parte González | CCC Team              | + 1' 05"   |
| 9è | James Knox                  | Deceuninck-Quick Step | + 1' 07"   |
| 10è | Davide Formolo              | Bora-Hansgrohe        | + 1' 08"   |

### Etapa 4
| \| Classificació de l'etapa \| Classificació de l'etapa \| Classificació de l'etapa \| Classificació de l'etapa \| Classificació de l'etapa \| \| Corredor \| Corredor \| Equip \| Temps \| \| \| ------------------------ \| --------------------------- \| ------------------------ \| ------------------------ \| ------------------------ \| \| 1r \| Caleb Ewan \| Lotto-Soudal \| 4h 27' 07" \| \| \| 2n \| Matteo Moschetti \| Trek-Segafredo \| + 2" \| \| \| 3r \| Primož Roglič \| Team Jumbo-Visma \| + 2" \| \| \| 4t \| Quentin Jauregui \| AG2R La Mondiale \| + 5" \| \| \| 5è \| Luka Mezgec \| Mitchelton-Scott \| + 5" \| \| \| 6è \| Wilco Kelderman \| Team Sunweb \| + 5" \| \| \| 7è \| Diego Ulissi \| UAE Team Emirates \| + 5" \| \| \| 8è \| Alejandro Valverde Belmonte \| Movistar Team \| + 5" \| \| \| 9è \| Marco Haller \| Katusha-Alpecin \| + 5" \| \| \| 10è \| Bauke Mollema \| Trek-Segafredo \| + 5" \| \| |                             |                   |            |
| |                             |                   |            |
| Font: ProCyclingStats |                             |                   |            |
| Classificació de l'etapa |                             |                   |            |
| Corredor | Corredor                    | Equip             | Temps      |
| 1r | Caleb Ewan                  | Lotto-Soudal      | 4h 27' 07" |
| 2n | Matteo Moschetti            | Trek-Segafredo    | + 2"       |
| 3r | Primož Roglič               | Team Jumbo-Visma  | + 2"       |
| 4t | Quentin Jauregui            | AG2R La Mondiale  | + 5"       |
| 5è | Luka Mezgec                 | Mitchelton-Scott  | + 5"       |
| 6è | Wilco Kelderman             | Team Sunweb       | + 5"       |
| 7è | Diego Ulissi                | UAE Team Emirates | + 5"       |
| 8è | Alejandro Valverde Belmonte | Movistar Team     | + 5"       |
| 9è | Marco Haller                | Katusha-Alpecin   | + 5"       |
| 10è | Bauke Mollema               | Trek-Segafredo    | + 5"       |

| \| Classificació general \| Classificació general \| Classificació general \| Classificació general \| Classificació general \| \| Corredor \| Corredor \| Equip \| Temps \| \| \| --------------------- \| --------------------------- \| --------------------- \| --------------------- \| --------------------- \| \| 1r \| Primož Roglič \| Team Jumbo-Visma \| 14h 05' 10" \| \| \| 2n \| Alejandro Valverde Belmonte \| Movistar Team \| + 21" \| \| \| 3r \| David Gaudu \| Groupama-FDJ \| + 38" \| \| \| 4t \| Emanuel Buchmann \| Bora-Hansgrohe \| + 46" \| \| \| 5è \| Wilco Kelderman \| Team Sunweb \| + 54" \| \| \| 6è \| Daniel Martin \| UAE Team Emirates \| + 1' 01" \| \| \| 7è \| Tom Dumoulin \| Team Sunweb \| + 1' 04" \| \| \| 8è \| Víctor de la Parte González \| CCC Team \| + 1' 12" \| \| \| 9è \| James Knox \| Deceuninck-Quick Step \| + 1' 14" \| \| \| 10è \| Davide Formolo \| Bora-Hansgrohe \| + 1' 15" \| \| |                             |                       |             |
| |                             |                       |             |
| Font: ProCyclingStats |                             |                       |             |
| Classificació general |                             |                       |             |
| Corredor | Corredor                    | Equip                 | Temps       |
| 1r | Primož Roglič               | Team Jumbo-Visma      | 14h 05' 10" |
| 2n | Alejandro Valverde Belmonte | Movistar Team         | + 21"       |
| 3r | David Gaudu                 | Groupama-FDJ          | + 38"       |
| 4t | Emanuel Buchmann            | Bora-Hansgrohe        | + 46"       |
| 5è | Wilco Kelderman             | Team Sunweb           | + 54"       |
| 6è | Daniel Martin               | UAE Team Emirates     | + 1' 01"    |
| 7è | Tom Dumoulin                | Team Sunweb           | + 1' 04"    |
| 8è | Víctor de la Parte González | CCC Team              | + 1' 12"    |
| 9è | James Knox                  | Deceuninck-Quick Step | + 1' 14"    |
| 10è | Davide Formolo              | Bora-Hansgrohe        | + 1' 15"    |

### Etapa 5
| \| Classificació de l'etapa \| Classificació de l'etapa \| Classificació de l'etapa \| Classificació de l'etapa \| Classificació de l'etapa \| \| Corredor \| Corredor \| Equip \| Temps \| \| \| ------------------------ \| --------------------------- \| ------------------------ \| ------------------------ \| ------------------------ \| \| 1r \| Elia Viviani \| Deceuninck-Quick Step \| 4h 48' 59" \| \| \| 2n \| Fernando Gaviria Rendón \| UAE Team Emirates \| + 0" \| \| \| 3r \| Marcel Kittel \| Katusha-Alpecin \| + 0" \| \| \| 4t \| Sam Bennett \| Bora-Hansgrohe \| + 0" \| \| \| 5è \| Reinardt Janse van Rensburg \| Dimension Data \| + 0" \| \| \| 6è \| Phil Bauhaus \| Bahrain-Merida \| + 0" \| \| \| 7è \| Kristoffer Halvorsen \| Team Sky \| + 0" \| \| \| 8è \| Jakub Mareczko \| CCC Team \| + 0" \| \| \| 9è \| Cees Bol \| Team Sunweb \| + 0" \| \| \| 10è \| Max Walscheid \| Team Sunweb \| + 0" \| \| |                             |                       |            |
| |                             |                       |            |
| Font: ProCyclingStats |                             |                       |            |
| Classificació de l'etapa |                             |                       |            |
| Corredor | Corredor                    | Equip                 | Temps      |
| 1r | Elia Viviani                | Deceuninck-Quick Step | 4h 48' 59" |
| 2n | Fernando Gaviria Rendón     | UAE Team Emirates     | + 0"       |
| 3r | Marcel Kittel               | Katusha-Alpecin       | + 0"       |
| 4t | Sam Bennett                 | Bora-Hansgrohe        | + 0"       |
| 5è | Reinardt Janse van Rensburg | Dimension Data        | + 0"       |
| 6è | Phil Bauhaus                | Bahrain-Merida        | + 0"       |
| 7è | Kristoffer Halvorsen        | Team Sky              | + 0"       |
| 8è | Jakub Mareczko              | CCC Team              | + 0"       |
| 9è | Cees Bol                    | Team Sunweb           | + 0"       |
| 10è | Max Walscheid               | Team Sunweb           | + 0"       |

| \| Classificació general \| Classificació general \| Classificació general \| Classificació general \| Classificació general \| \| Corredor \| Corredor \| Equip \| Temps \| \| \| --------------------- \| --------------------------- \| --------------------- \| --------------------- \| --------------------- \| \| 1r \| Primož Roglič \| Team Jumbo-Visma \| 18h 54' 09" \| \| \| 2n \| Alejandro Valverde Belmonte \| Movistar Team \| + 21" \| \| \| 3r \| David Gaudu \| Groupama-FDJ \| + 38" \| \| \| 4t \| Emanuel Buchmann \| Bora-Hansgrohe \| + 46" \| \| \| 5è \| Wilco Kelderman \| Team Sunweb \| + 54" \| \| \| 6è \| Daniel Martin \| UAE Team Emirates \| + 1' 01" \| \| \| 7è \| Tom Dumoulin \| Team Sunweb \| + 1' 04" \| \| \| 8è \| Víctor de la Parte González \| CCC Team \| + 1' 12" \| \| \| 9è \| James Knox \| Deceuninck-Quick Step \| + 1' 14" \| \| \| 10è \| Davide Formolo \| Bora-Hansgrohe \| + 1' 15" \| \| |                             |                       |             |
| |                             |                       |             |
| Font: ProCyclingStats |                             |                       |             |
| Classificació general |                             |                       |             |
| Corredor | Corredor                    | Equip                 | Temps       |
| 1r | Primož Roglič               | Team Jumbo-Visma      | 18h 54' 09" |
| 2n | Alejandro Valverde Belmonte | Movistar Team         | + 21"       |
| 3r | David Gaudu                 | Groupama-FDJ          | + 38"       |
| 4t | Emanuel Buchmann            | Bora-Hansgrohe        | + 46"       |
| 5è | Wilco Kelderman             | Team Sunweb           | + 54"       |
| 6è | Daniel Martin               | UAE Team Emirates     | + 1' 01"    |
| 7è | Tom Dumoulin                | Team Sunweb           | + 1' 04"    |
| 8è | Víctor de la Parte González | CCC Team              | + 1' 12"    |
| 9è | James Knox                  | Deceuninck-Quick Step | + 1' 14"    |
| 10è | Davide Formolo              | Bora-Hansgrohe        | + 1' 15"    |

### Etapa 6
| \| Classificació de l'etapa \| Classificació de l'etapa \| Classificació de l'etapa \| Classificació de l'etapa \| Classificació de l'etapa \| \| Corredor \| Corredor \| Equip \| Temps \| \| \| ------------------------ \| --------------------------- \| ------------------------ \| ------------------------ \| ------------------------ \| \| 1r \| Primož Roglič \| Team Jumbo-Visma \| 4h 15' 39" \| \| \| 2n \| Tom Dumoulin \| Team Sunweb \| + 0" \| \| \| 3r \| David Gaudu \| Groupama-FDJ \| + 0" \| \| \| 4t \| Daniel Martin \| UAE Team Emirates \| + 0" \| \| \| 5è \| Alejandro Valverde Belmonte \| Movistar Team \| + 0" \| \| \| 6è \| Wilco Kelderman \| Team Sunweb \| + 0" \| \| \| 7è \| Maximilian Schachmann \| Bora-Hansgrohe \| + 0" \| \| \| 8è \| Emanuel Buchmann \| Bora-Hansgrohe \| + 0" \| \| \| 9è \| Rui Alberto Faria da Costa \| UAE Team Emirates \| + 0" \| \| \| 10è \| James Knox \| Deceuninck-Quick Step \| + 5" \| \| |                             |                       |            |
| |                             |                       |            |
| Font: ProCyclingStats |                             |                       |            |
| Classificació de l'etapa |                             |                       |            |
| Corredor | Corredor                    | Equip                 | Temps      |
| 1r | Primož Roglič               | Team Jumbo-Visma      | 4h 15' 39" |
| 2n | Tom Dumoulin                | Team Sunweb           | + 0"       |
| 3r | David Gaudu                 | Groupama-FDJ          | + 0"       |
| 4t | Daniel Martin               | UAE Team Emirates     | + 0"       |
| 5è | Alejandro Valverde Belmonte | Movistar Team         | + 0"       |
| 6è | Wilco Kelderman             | Team Sunweb           | + 0"       |
| 7è | Maximilian Schachmann       | Bora-Hansgrohe        | + 0"       |
| 8è | Emanuel Buchmann            | Bora-Hansgrohe        | + 0"       |
| 9è | Rui Alberto Faria da Costa  | UAE Team Emirates     | + 0"       |
| 10è | James Knox                  | Deceuninck-Quick Step | + 5"       |

| \| Classificació general \| Classificació general \| Classificació general \| Classificació general \| Classificació general \| \| Corredor \| Corredor \| Equip \| Temps \| \| \| --------------------- \| --------------------------- \| --------------------- \| --------------------- \| --------------------- \| \| 1r \| Primož Roglič \| Team Jumbo-Visma \| 23h 09' 38" \| \| \| 2n \| Alejandro Valverde Belmonte \| Movistar Team \| + 31" \| \| \| 3r \| David Gaudu \| Groupama-FDJ \| + 44" \| \| \| 4t \| Emanuel Buchmann \| Bora-Hansgrohe \| + 56" \| \| \| 5è \| Wilco Kelderman \| Team Sunweb \| + 1' 04" \| \| \| 6è \| Tom Dumoulin \| Team Sunweb \| + 1' 08" \| \| \| 7è \| Daniel Martin \| UAE Team Emirates \| + 1' 11" \| \| \| 8è \| James Knox \| Deceuninck-Quick Step \| + 1' 29" \| \| \| 9è \| Laurens De Plus \| Team Jumbo-Visma \| + 1' 45" \| \| \| 10è \| Michał Kwiatkowski \| Team Sky \| + 1' 49" \| \| |                             |                       |             |
| |                             |                       |             |
| Font: ProCyclingStats |                             |                       |             |
| Classificació general |                             |                       |             |
| Corredor | Corredor                    | Equip                 | Temps       |
| 1r | Primož Roglič               | Team Jumbo-Visma      | 23h 09' 38" |
| 2n | Alejandro Valverde Belmonte | Movistar Team         | + 31"       |
| 3r | David Gaudu                 | Groupama-FDJ          | + 44"       |
| 4t | Emanuel Buchmann            | Bora-Hansgrohe        | + 56"       |
| 5è | Wilco Kelderman             | Team Sunweb           | + 1' 04"    |
| 6è | Tom Dumoulin                | Team Sunweb           | + 1' 08"    |
| 7è | Daniel Martin               | UAE Team Emirates     | + 1' 11"    |
| 8è | James Knox                  | Deceuninck-Quick Step | + 1' 29"    |
| 9è | Laurens De Plus             | Team Jumbo-Visma      | + 1' 45"    |
| 10è | Michał Kwiatkowski          | Team Sky              | + 1' 49"    |

### Etapa 7
| \| Classificació de l'etapa \| Classificació de l'etapa \| Classificació de l'etapa \| Classificació de l'etapa \| Classificació de l'etapa \| \| Corredor \| Corredor \| Equip \| Temps \| \| \| ------------------------ \| ------------------------ \| ------------------------ \| ------------------------ \| ------------------------ \| \| 1r \| Sam Bennett \| Bora-Hansgrohe \| 3h 17' 51" \| \| \| 2n \| Fernando Gaviria Rendón \| UAE Team Emirates \| + 0" \| \| \| 3r \| Caleb Ewan \| Lotto-Soudal \| + 0" \| \| \| 4t \| Alexander Kristoff \| UAE Team Emirates \| + 0" \| \| \| 5è \| Elia Viviani \| Deceuninck-Quick Step \| + 0" \| \| \| 6è \| Phil Bauhaus \| Bahrain-Merida \| + 0" \| \| \| 7è \| Max Walscheid \| Team Sunweb \| + 0" \| \| \| 8è \| Luka Mezgec \| Mitchelton-Scott \| + 0" \| \| \| 9è \| Matteo Moschetti \| Trek-Segafredo \| + 0" \| \| \| 10è \| Kristoffer Halvorsen \| Team Sky \| + 0" \| \| |                         |                       |            |
| |                         |                       |            |
| Font: ProCyclingStats |                         |                       |            |
| Classificació de l'etapa |                         |                       |            |
| Corredor | Corredor                | Equip                 | Temps      |
| 1r | Sam Bennett             | Bora-Hansgrohe        | 3h 17' 51" |
| 2n | Fernando Gaviria Rendón | UAE Team Emirates     | + 0"       |
| 3r | Caleb Ewan              | Lotto-Soudal          | + 0"       |
| 4t | Alexander Kristoff      | UAE Team Emirates     | + 0"       |
| 5è | Elia Viviani            | Deceuninck-Quick Step | + 0"       |
| 6è | Phil Bauhaus            | Bahrain-Merida        | + 0"       |
| 7è | Max Walscheid           | Team Sunweb           | + 0"       |
| 8è | Luka Mezgec             | Mitchelton-Scott      | + 0"       |
| 9è | Matteo Moschetti        | Trek-Segafredo        | + 0"       |
| 10è | Kristoffer Halvorsen    | Team Sky              | + 0"       |

## Classificació final
| \| Classificació general \| Classificació general \| Classificació general \| Classificació general \| Classificació general \| \| Corredor \| Corredor \| Equip \| Temps \| \| \| --------------------- \| --------------------------- \| --------------------- \| --------------------- \| --------------------- \| \| 1r \| Primož Roglič \| Team Jumbo-Visma \| 26h 27' 29" \| \| \| 2n \| Alejandro Valverde Belmonte \| Movistar Team \| + 31" \| \| \| 3r \| David Gaudu \| Groupama-FDJ \| + 44" \| \| \| 4t \| Emanuel Buchmann \| Bora-Hansgrohe \| + 56" \| \| \| 5è \| Wilco Kelderman \| Team Sunweb \| + 1' 04" \| \| \| 6è \| Tom Dumoulin \| Team Sunweb \| + 1' 08" \| \| \| 7è \| Daniel Martin \| UAE Team Emirates \| + 1' 11" \| \| \| 8è \| James Knox \| Deceuninck-Quick Step \| + 1' 29" \| \| \| 9è \| Laurens De Plus \| Team Jumbo-Visma \| + 1' 45" \| \| \| 10è \| Michał Kwiatkowski \| Team Sky \| + 1' 49" \| \| |                             |                       |             |
| |                             |                       |             |
| Font: ProCyclingStats |                             |                       |             |
| Classificació general |                             |                       |             |
| Corredor | Corredor                    | Equip                 | Temps       |
| 1r | Primož Roglič               | Team Jumbo-Visma      | 26h 27' 29" |
| 2n | Alejandro Valverde Belmonte | Movistar Team         | + 31"       |
| 3r | David Gaudu                 | Groupama-FDJ          | + 44"       |
| 4t | Emanuel Buchmann            | Bora-Hansgrohe        | + 56"       |
| 5è | Wilco Kelderman             | Team Sunweb           | + 1' 04"    |
| 6è | Tom Dumoulin                | Team Sunweb           | + 1' 08"    |
| 7è | Daniel Martin               | UAE Team Emirates     | + 1' 11"    |
| 8è | James Knox                  | Deceuninck-Quick Step | + 1' 29"    |
| 9è | Laurens De Plus             | Team Jumbo-Visma      | + 1' 45"    |
| 10è | Michał Kwiatkowski          | Team Sky              | + 1' 49"    |

### Classificacions secundàries
| Classificació per punts | Classificació per punts     | Classificació per punts | Classificació per punts | Classificació per punts |
| Corredor                | Corredor                    | Equip                   | Punts                   |                         |
| ----------------------- | --------------------------- | ----------------------- | ----------------------- | ----------------------- |
| 1r                      | Elia Viviani                | Deceuninck-Quick Step   | 57 pts                  |                         |
| 2n                      | Fernando Gaviria Rendón     | UAE Team Emirates       | 52 pts                  |                         |
| 3r                      | Stepan Kurianov             | Gazprom-RusVelo         | 52 pts                  |                         |
| 4t                      | Primož Roglič               | Team Jumbo-Visma        | 48 pts                  |                         |
| 5è                      | Caleb Ewan                  | Lotto-Soudal            | 44 pts                  |                         |
| 6è                      | Charles Planet              | Team Novo Nordisk       | 43 pts                  |                         |
| 7è                      | Sam Bennett                 | Bora-Hansgrohe          | 34 pts                  |                         |
| 8è                      | Alejandro Valverde Belmonte | Movistar Team           | 30 pts                  |                         |
| 9è                      | David Gaudu                 | Groupama-FDJ            | 24 pts                  |                         |
| 10è                     | Matteo Moschetti            | Trek-Segafredo          | 18 pts                  |                         |

| Classificació per punts | Classificació per punts     | Classificació per punts | Classificació per punts | Classificació per punts |
| Corredor                | Corredor                    | Equip                   | Punts                   |                         |
| ----------------------- | --------------------------- | ----------------------- | ----------------------- | ----------------------- |
| 1r                      | Elia Viviani                | Deceuninck-Quick Step   | 57 pts                  |                         |
| 2n                      | Fernando Gaviria Rendón     | UAE Team Emirates       | 52 pts                  |                         |
| 3r                      | Stepan Kurianov             | Gazprom-RusVelo         | 52 pts                  |                         |
| 4t                      | Primož Roglič               | Team Jumbo-Visma        | 48 pts                  |                         |
| 5è                      | Caleb Ewan                  | Lotto-Soudal            | 44 pts                  |                         |
| 6è                      | Charles Planet              | Team Novo Nordisk       | 43 pts                  |                         |
| 7è                      | Sam Bennett                 | Bora-Hansgrohe          | 34 pts                  |                         |
| 8è                      | Alejandro Valverde Belmonte | Movistar Team           | 30 pts                  |                         |
| 9è                      | David Gaudu                 | Groupama-FDJ            | 24 pts                  |                         |
| 10è                     | Matteo Moschetti            | Trek-Segafredo          | 18 pts                  |                         |

| Classificació del millor jove | Classificació del millor jove | Classificació del millor jove | Classificació del millor jove | Classificació del millor jove |
| Corredor                      | Corredor                      | Equip                         | Temps                         |                               |
| ----------------------------- | ----------------------------- | ----------------------------- | ----------------------------- | ----------------------------- |
| 1r                            | David Gaudu                   | Groupama-FDJ                  | 26h 28' 13"                   |                               |
| 2n                            | James Knox                    | Deceuninck-Quick Step         | + 45"                         |                               |
| 3r                            | Laurens De Plus               | Team Jumbo-Visma              | + 1' 01"                      |                               |
| 4t                            | Maximilian Schachmann         | Bora-Hansgrohe                | + 1' 12"                      |                               |
| 5è                            | Pàvel Sivakov                 | Team Sky                      | + 3' 54"                      |                               |
| 6è                            | Bjorg Lambrecht               | Lotto-Soudal                  | + 4' 02"                      |                               |
| 7è                            | Aurélien Paret-Peintre        | AG2R La Mondiale              | + 4' 28"                      |                               |
| 8è                            | Niklas Eg                     | Trek-Segafredo                | + 4' 42"                      |                               |
| 9è                            | Quentin Jauregui              | AG2R La Mondiale              | + 5' 12"                      |                               |
| 10è                           | Artiom Nitx                   | Gazprom-RusVelo               | + 5' 41"                      |                               |

| Classificació del millor jove | Classificació del millor jove | Classificació del millor jove | Classificació del millor jove | Classificació del millor jove |
| Corredor                      | Corredor                      | Equip                         | Temps                         |                               |
| ----------------------------- | ----------------------------- | ----------------------------- | ----------------------------- | ----------------------------- |
| 1r                            | David Gaudu                   | Groupama-FDJ                  | 26h 28' 13"                   |                               |
| 2n                            | James Knox                    | Deceuninck-Quick Step         | + 45"                         |                               |
| 3r                            | Laurens De Plus               | Team Jumbo-Visma              | + 1' 01"                      |                               |
| 4t                            | Maximilian Schachmann         | Bora-Hansgrohe                | + 1' 12"                      |                               |
| 5è                            | Pàvel Sivakov                 | Team Sky                      | + 3' 54"                      |                               |
| 6è                            | Bjorg Lambrecht               | Lotto-Soudal                  | + 4' 02"                      |                               |
| 7è                            | Aurélien Paret-Peintre        | AG2R La Mondiale              | + 4' 28"                      |                               |
| 8è                            | Niklas Eg                     | Trek-Segafredo                | + 4' 42"                      |                               |
| 9è                            | Quentin Jauregui              | AG2R La Mondiale              | + 5' 12"                      |                               |
| 10è                           | Artiom Nitx                   | Gazprom-RusVelo               | + 5' 41"                      |                               |

| Classificació dels esprints | Classificació dels esprints | Classificació dels esprints | Classificació dels esprints | Classificació dels esprints |
| Corredor                    | Corredor                    | Equip                       | Punts                       |                             |
| --------------------------- | --------------------------- | --------------------------- | --------------------------- | --------------------------- |
| 1r                          | Stepan Kurianov             | Gazprom-RusVelo             | 52 pts                      |                             |
| 2n                          | Charles Planet              | Team Novo Nordisk           | 43 pts                      |                             |
| 3r                          | William Clarke              | Trek-Segafredo              | 16 pts                      |                             |
| 4t                          | Elia Viviani                | Deceuninck-Quick Step       | 14 pts                      |                             |
| 5è                          | Dmitri Grúzdev              | Astana                      | 13 pts                      |                             |
| 6è                          | Ígor Bóiev                  | Gazprom-RusVelo             | 12 pts                      |                             |
| 7è                          | Adam Hansen                 | Lotto-Soudal                | 9 pts                       |                             |
| 8è                          | Serguei Xílov               | Gazprom-RusVelo             | 8 pts                       |                             |
| 9è                          | Michael Mørkøv              | Deceuninck-Quick Step       | 7 pts                       |                             |
| 10è                         | Benoît Cosnefroy            | AG2R La Mondiale            | 6 pts                       |                             |

| Classificació dels esprints | Classificació dels esprints | Classificació dels esprints | Classificació dels esprints | Classificació dels esprints |
| Corredor                    | Corredor                    | Equip                       | Punts                       |                             |
| --------------------------- | --------------------------- | --------------------------- | --------------------------- | --------------------------- |
| 1r                          | Stepan Kurianov             | Gazprom-RusVelo             | 52 pts                      |                             |
| 2n                          | Charles Planet              | Team Novo Nordisk           | 43 pts                      |                             |
| 3r                          | William Clarke              | Trek-Segafredo              | 16 pts                      |                             |
| 4t                          | Elia Viviani                | Deceuninck-Quick Step       | 14 pts                      |                             |
| 5è                          | Dmitri Grúzdev              | Astana                      | 13 pts                      |                             |
| 6è                          | Ígor Bóiev                  | Gazprom-RusVelo             | 12 pts                      |                             |
| 7è                          | Adam Hansen                 | Lotto-Soudal                | 9 pts                       |                             |
| 8è                          | Serguei Xílov               | Gazprom-RusVelo             | 8 pts                       |                             |
| 9è                          | Michael Mørkøv              | Deceuninck-Quick Step       | 7 pts                       |                             |
| 10è                         | Benoît Cosnefroy            | AG2R La Mondiale            | 6 pts                       |                             |

## Evolució de les classificacions
| Etapa                  | Vencedor               | Classificació general | Classificació per punts | Classificació dels esprints | Classificació dels joves |
| ---------------------- | ---------------------- | --------------------- | ----------------------- | --------------------------- | ------------------------ |
| 1                      | Jumbo-Visma            | Primož Roglič         | no entregat             | no entregat                 | Laurens De Plus          |
| 2                      | Fernando Gaviria       | Primož Roglič         | Fernando Gaviria        | Stepan Kurianov             | Laurens De Plus          |
| 3                      | Alejandro Valverde     | Primož Roglič         | Stepan Kurianov         | Stepan Kurianov             | David Gaudu              |
| 4                      | Caleb Ewan             | Primož Roglič         | Stepan Kurianov         | Stepan Kurianov             | David Gaudu              |
| 5                      | Elia Viviani           | Primož Roglič         | Stepan Kurianov         | Stepan Kurianov             | David Gaudu              |
| 6                      | Primož Roglič          | Primož Roglič         | Stepan Kurianov         | Stepan Kurianov             | David Gaudu              |
| 7                      | Sam Bennett            | Primož Roglič         | Elia Viviani            | Stepan Kurianov             | David Gaudu              |
| Classificacions finals | Classificacions finals | Primož Roglič         | Elia Viviani            | Stepan Kurianov             | David Gaudu              |

## Llista de participants
| Movistar Team MOV | Movistar Team MOV                        | Movistar Team MOV |
| ----------------- | ---------------------------------------- | ----------------- |
| Núm               | Ciclista                                 | Pos               |
| 1                 | Alejandro Valverde Belmonte (ESP) (ruta) | 2n                |
| 2                 | Andrey Amador Bikkazakova (CRC)          | 69è               |
| 3                 | Jaime Castrillo (ESP)                    | 128è              |
| 4                 | Rubén Fernández Andújar (ESP)            | 44è               |
| 5                 | Lluís Mas Bonet (ESP)                    | 58è               |
| 6                 | Nélson Oliveira (POR)                    | 66è               |
| 7                 | Jasha Sütterlin (GER)                    | 56è               |

| AG2R La Mondiale ALM | AG2R La Mondiale ALM         | AG2R La Mondiale ALM |
| -------------------- | ---------------------------- | -------------------- |
| Núm                  | Ciclista                     | Pos                  |
| 11                   | Lawrence Warbasse (USA)      | 39è                  |
| 12                   | Geoffrey Bouchard (FRA)      | 19è                  |
| 13                   | Benoît Cosnefroy (FRA)       | 65è                  |
| 14                   | Samuel Dumoulin (FRA)        | 113è                 |
| 15                   | Tony Gallopin (FRA)          | 21è                  |
| 16                   | Quentin Jauregui (FRA)       | 30è                  |
| 17                   | Aurélien Paret-Peintre (FRA) | 26è                  |

| Astana AST | Astana AST                    | Astana AST |
| ---------- | ----------------------------- | ---------- |
| Núm        | Ciclista                      | Pos        |
| 21         | Gorka Izagirre Insausti (ESP) | 38è        |
| 22         | Manuele Boaro (ITA)           | 43è        |
| 23         | Danil Fominikh (KAZ)          | 63è        |
| 24         | Omar Fraile Matarranz (ESP)   | NP-5       |
| 25         | Dmitri Grúzdev (KAZ)          | 75è        |
| 26         | Jan Hirt (CZE)                | 12è        |
| 27         | Davide Villella (ITA)         | 22è        |

| Bahrain-Merida TBM | Bahrain-Merida TBM      | Bahrain-Merida TBM |
| ------------------ | ----------------------- | ------------------ |
| Núm                | Ciclista                | Pos                |
| 31                 | Vincenzo Nibali (ITA)   | 35è                |
| 32                 | Phil Bauhaus (GER)      | 105è               |
| 33                 | Damiano Caruso (ITA)    | 37è                |
| 34                 | Rohan Dennis (AUS)      | 70è                |
| 35                 | Heinrich Haussler (AUS) | 97è                |
| 36                 | Marcel Sieberg (GER)    | 100è               |
| 37                 | Jan Tratnik (SLO)       | 64è                |

| Bora-Hansgrohe BOH | Bora-Hansgrohe BOH          | Bora-Hansgrohe BOH |
| ------------------ | --------------------------- | ------------------ |
| Núm                | Ciclista                    | Pos                |
| 41                 | Davide Formolo (ITA)        | 11è                |
| 42                 | Erik Baška (SVK)            | 129è               |
| 43                 | Sam Bennett (IRL)           | 116è               |
| 44                 | Emanuel Buchmann (GER)      | 4t                 |
| 45                 | Peter Kennaugh (GBR)        | 101è               |
| 46                 | Christoph Pfingsten (GER)   | 59è                |
| 47                 | Maximilian Schachmann (GER) | 13è                |

| CCC Team CPT | CCC Team CPT                      | CCC Team CPT |
| ------------ | --------------------------------- | ------------ |
| Núm          | Ciclista                          | Pos          |
| 51           | Serge Pauwels (BEL)               | 47è          |
| 52           | Patrick Bevin (NZL)               | DNF-6        |
| 53           | Víctor de la Parte González (ESP) | 14è          |
| 54           | Alessandro De Marchi (ITA)        | 34è          |
| 55           | Jakub Mareczko (ITA)              | 121è         |
| 56           | Łukasz Owsian (POL)               | 45è          |
| 57           | Joey Rosskopf (USA)               | 40è          |

| Deceuninck-Quick Step DQT | Deceuninck-Quick Step DQT   | Deceuninck-Quick Step DQT |
| ------------------------- | --------------------------- | ------------------------- |
| Núm                       | Ciclista                    | Pos                       |
| 61                        | Elia Viviani (ITA)          | 117è                      |
| 62                        | Dries Devenyns (BEL)        | 29è                       |
| 63                        | Remco Evenepoel (BEL)       | DNF-4                     |
| 64                        | Mikkel Frølich Honoré (DEN) | 96è                       |
| 65                        | James Knox (GBR)            | 8è                        |
| 66                        | Michael Mørkøv (DEN)        | 99è                       |
| 67                        | Fabio Sabatini (ITA)        | 95è                       |

| EF Education First EF1 | EF Education First EF1    | EF Education First EF1 |
| ---------------------- | ------------------------- | ---------------------- |
| Núm                    | Ciclista                  | Pos                    |
| 71                     | Tejay van Garderen (USA)  | 16è                    |
| 72                     | Sean Bennett (USA)        | 61è                    |
| 73                     | Simon Clarke (AUS)        | DNF-6                  |
| 74                     | Daniel McLay (GBR)        | 120è                   |
| 75                     | Sacha Modolo (ITA)        | 93è                    |
| 76                     | James Whelan (AUS)        | 77è                    |
| 77                     | Julius van den Berg (NED) | 88è                    |

| Gazprom-RusVelo GAZ | Gazprom-RusVelo GAZ    | Gazprom-RusVelo GAZ |
| ------------------- | ---------------------- | ------------------- |
| Núm                 | Ciclista               | Pos                 |
| 81                  | Aleksandr Pórsev (RUS) | 114è                |
| 82                  | Ildar Arslànov (RUS)   | 33è                 |
| 83                  | Ígor Bóiev (RUS)       | 122è                |
| 84                  | Stepan Kurianov (RUS)  | 124è                |
| 85                  | Artiom Nitx (RUS)      | 32è                 |
| 86                  | Serguei Xílov (RUS)    | 87è                 |
| 87                  | Anton Vorobiov (RUS)   | 127è                |

| Groupama-FDJ GFC | Groupama-FDJ GFC            | Groupama-FDJ GFC |
| ---------------- | --------------------------- | ---------------- |
| Núm              | Ciclista                    | Pos              |
| 91               | Anthony Roux (FRA)          | 54è              |
| 92               | Bruno Armirail (FRA)        | 130è             |
| 93               | Mickaël Delage (FRA)        | 86è              |
| 94               | David Gaudu (FRA)           | 3r               |
| 95               | Sébastien Reichenbach (SUI) | 25è              |
| 96               | Marc Sarreau (FRA)          | 111è             |
| 97               | Miles Scotson (AUS)         | 60è              |

| Lotto-Soudal LTS | Lotto-Soudal LTS      | Lotto-Soudal LTS |
| ---------------- | --------------------- | ---------------- |
| Núm              | Ciclista              | Pos              |
| 101              | Caleb Ewan (AUS)      | 79è              |
| 102              | Adam Blythe (GBR)     | 115è             |
| 103              | Adam Hansen (AUS)     | 82è              |
| 104              | Roger Kluge (GER)     | 106è             |
| 105              | Bjorg Lambrecht (BEL) | 24è              |
| 106              | Maxime Monfort (BEL)  | 55è              |
| 107              | Sander Armée (BEL)    | 51è              |

| Mitchelton-Scott MTS | Mitchelton-Scott MTS   | Mitchelton-Scott MTS |
| -------------------- | ---------------------- | -------------------- |
| Núm                  | Ciclista               | Pos                  |
| 111                  | Michael Albasini (SUI) | 73è                  |
| 112                  | Jack Bauer (NZL)       | 62è                  |
| 113                  | Sam Bewley (NZL)       | 80è                  |
| 114                  | Brent Bookwalter (USA) | 18è                  |
| 115                  | Tsgabu Grmay (ETH)     | 20è                  |
| 116                  | Luka Mezgec (SLO)      | 72è                  |
| 117                  | Callum Scotson (AUS)   | 41è                  |

| Dimension Data TDD | Dimension Data TDD                | Dimension Data TDD |
| ------------------ | --------------------------------- | ------------------ |
| Núm                | Ciclista                          | Pos                |
| 121                | Mark Cavendish (GBR)              | 109è               |
| 122                | Bernhard Eisel (AUT)              | 89è                |
| 123                | Amanuel Gebrezgabihier (ERI)      | NP-4               |
| 124                | Reinardt Janse van Rensburg (RSA) | 53è                |
| 125                | Roman Kreuziger (CZE)             | 28è                |
| 126                | Louis Meintjes (RSA)              | 31è                |
| 127                | Jay Robert Thomson (RSA)          | 76è                |

| Team Jumbo-Visma TJV | Team Jumbo-Visma TJV  | Team Jumbo-Visma TJV |
| -------------------- | --------------------- | -------------------- |
| Núm                  | Ciclista              | Pos                  |
| 131                  | Primož Roglič (SLO)   | 1r                   |
| 132                  | Koen Bouwman (NED)    | 74è                  |
| 133                  | Laurens De Plus (BEL) | 9è                   |
| 134                  | Tom Leezer (NED)      | 119è                 |
| 135                  | Paul Martens (GER)    | 110è                 |
| 136                  | Tony Martin (GER)     | 131è                 |
| 137                  | Jos van Emden (NED)   | 84è                  |

| Katusha-Alpecin TKA | Katusha-Alpecin TKA         | Katusha-Alpecin TKA |
| ------------------- | --------------------------- | ------------------- |
| Núm                 | Ciclista                    | Pos                 |
| 141                 | Marcel Kittel (GER)         | 112è                |
| 142                 | Alex Dowsett (GBR)          | DNF-6               |
| 143                 | Marco Haller (AUT)          | 94è                 |
| 144                 | Pàvel Koixetkov (RUS)       | 67è                 |
| 145                 | Daniel Navarro García (ESP) | 42è                 |
| 146                 | Rick Zabel (GER)            | DNF-2               |
| 147                 | Ilnur Zakarin (RUS)         | NP-7                |

| Team Novo Nordisk TNN | Team Novo Nordisk TNN  | Team Novo Nordisk TNN |
| --------------------- | ---------------------- | --------------------- |
| Núm                   | Ciclista               | Pos                   |
| 151                   | Declan Irvine (AUS)    | 103è                  |
| 152                   | Mehdi Benhamouda (FRA) | 126è                  |
| 153                   | Sam Brand (GBR)        | 83è                   |
| 154                   | Fabio Calabria (AUS)   | 102è                  |
| 155                   | Péter Kusztor (HUN)    | 49è                   |
| 156                   | Andrea Peron (ITA)     | 108è                  |
| 157                   | Charles Planet (FRA)   | 125è                  |

| Team Sky SKY | Team Sky SKY               | Team Sky SKY |
| ------------ | -------------------------- | ------------ |
| Núm          | Ciclista                   | Pos          |
| 161          | Kenny Elissonde (FRA)      | NP-6         |
| 162          | Michał Gołaś (POL)         | 81è          |
| 163          | Kristoffer Halvorsen (NOR) | 107è         |
| 164          | Michał Kwiatkowski (POL)   | 10è          |
| 165          | Gianni Moscon (ITA)        | 36è          |
| 166          | Salvatore Puccio (ITA)     | 52è          |
| 167          | Pàvel Sivakov (RUS)        | 23è          |

| Team Sunweb SUN | Team Sunweb SUN       | Team Sunweb SUN |
| --------------- | --------------------- | --------------- |
| Núm             | Ciclista              | Pos             |
| 171             | Tom Dumoulin (NED)    | 6è              |
| 172             | Nikias Arndt (GER)    | 71è             |
| 173             | Cees Bol (NED)        | 123è            |
| 174             | Chad Haga (USA)       | 57è             |
| 175             | Wilco Kelderman (NED) | 5è              |
| 176             | Robert Power (AUS)    | 48è             |
| 177             | Max Walscheid (GER)   | 118è            |

| Trek-Segafredo TFS | Trek-Segafredo TFS           | Trek-Segafredo TFS |
| ------------------ | ---------------------------- | ------------------ |
| Núm                | Ciclista                     | Pos                |
| 181                | Richie Porte (AUS)           | 50è                |
| 182                | William Clarke (AUS)         | 68è                |
| 183                | Niklas Eg (DEN)              | 27è                |
| 184                | Markel Irizar Aranburu (ESP) | 92è                |
| 185                | Bauke Mollema (NED)          | 46è                |
| 186                | Matteo Moschetti (ITA)       | 90è                |
| 187                | Kiel Reijnen (USA)           | 91è                |

| UAE Team Emirates UAD | UAE Team Emirates UAD            | UAE Team Emirates UAD |
| --------------------- | -------------------------------- | --------------------- |
| Núm                   | Ciclista                         | Pos                   |
| 191                   | Alexander Kristoff (NOR)         | 85è                   |
| 192                   | Fernando Gaviria Rendón (COL)    | 78è                   |
| 193                   | Rui Alberto Faria da Costa (POR) | 17è                   |
| 194                   | Vegard Stake Laengen (NOR)       | 98è                   |
| 195                   | Daniel Martin (IRL)              | 7è                    |
| 196                   | Oliviero Troia (ITA)             | 104è                  |
| 197                   | Diego Ulissi (ITA)               | 15è                   |

| Movistar Team MOV | Movistar Team MOV                        | Movistar Team MOV |
| ----------------- | ---------------------------------------- | ----------------- |
| Núm               | Ciclista                                 | Pos               |
| 1                 | Alejandro Valverde Belmonte (ESP) (ruta) | 2n                |
| 2                 | Andrey Amador Bikkazakova (CRC)          | 69è               |
| 3                 | Jaime Castrillo (ESP)                    | 128è              |
| 4                 | Rubén Fernández Andújar (ESP)            | 44è               |
| 5                 | Lluís Mas Bonet (ESP)                    | 58è               |
| 6                 | Nélson Oliveira (POR)                    | 66è               |
| 7                 | Jasha Sütterlin (GER)                    | 56è               |

| AG2R La Mondiale ALM | AG2R La Mondiale ALM         | AG2R La Mondiale ALM |
| -------------------- | ---------------------------- | -------------------- |
| Núm                  | Ciclista                     | Pos                  |
| 11                   | Lawrence Warbasse (USA)      | 39è                  |
| 12                   | Geoffrey Bouchard (FRA)      | 19è                  |
| 13                   | Benoît Cosnefroy (FRA)       | 65è                  |
| 14                   | Samuel Dumoulin (FRA)        | 113è                 |
| 15                   | Tony Gallopin (FRA)          | 21è                  |
| 16                   | Quentin Jauregui (FRA)       | 30è                  |
| 17                   | Aurélien Paret-Peintre (FRA) | 26è                  |

| Astana AST | Astana AST                    | Astana AST |
| ---------- | ----------------------------- | ---------- |
| Núm        | Ciclista                      | Pos        |
| 21         | Gorka Izagirre Insausti (ESP) | 38è        |
| 22         | Manuele Boaro (ITA)           | 43è        |
| 23         | Danil Fominikh (KAZ)          | 63è        |
| 24         | Omar Fraile Matarranz (ESP)   | NP-5       |
| 25         | Dmitri Grúzdev (KAZ)          | 75è        |
| 26         | Jan Hirt (CZE)                | 12è        |
| 27         | Davide Villella (ITA)         | 22è        |

| Bahrain-Merida TBM | Bahrain-Merida TBM      | Bahrain-Merida TBM |
| ------------------ | ----------------------- | ------------------ |
| Núm                | Ciclista                | Pos                |
| 31                 | Vincenzo Nibali (ITA)   | 35è                |
| 32                 | Phil Bauhaus (GER)      | 105è               |
| 33                 | Damiano Caruso (ITA)    | 37è                |
| 34                 | Rohan Dennis (AUS)      | 70è                |
| 35                 | Heinrich Haussler (AUS) | 97è                |
| 36                 | Marcel Sieberg (GER)    | 100è               |
| 37                 | Jan Tratnik (SLO)       | 64è                |

| Bora-Hansgrohe BOH | Bora-Hansgrohe BOH          | Bora-Hansgrohe BOH |
| ------------------ | --------------------------- | ------------------ |
| Núm                | Ciclista                    | Pos                |
| 41                 | Davide Formolo (ITA)        | 11è                |
| 42                 | Erik Baška (SVK)            | 129è               |
| 43                 | Sam Bennett (IRL)           | 116è               |
| 44                 | Emanuel Buchmann (GER)      | 4t                 |
| 45                 | Peter Kennaugh (GBR)        | 101è               |
| 46                 | Christoph Pfingsten (GER)   | 59è                |
| 47                 | Maximilian Schachmann (GER) | 13è                |

| CCC Team CPT | CCC Team CPT                      | CCC Team CPT |
| ------------ | --------------------------------- | ------------ |
| Núm          | Ciclista                          | Pos          |
| 51           | Serge Pauwels (BEL)               | 47è          |
| 52           | Patrick Bevin (NZL)               | DNF-6        |
| 53           | Víctor de la Parte González (ESP) | 14è          |
| 54           | Alessandro De Marchi (ITA)        | 34è          |
| 55           | Jakub Mareczko (ITA)              | 121è         |
| 56           | Łukasz Owsian (POL)               | 45è          |
| 57           | Joey Rosskopf (USA)               | 40è          |

| Deceuninck-Quick Step DQT | Deceuninck-Quick Step DQT   | Deceuninck-Quick Step DQT |
| ------------------------- | --------------------------- | ------------------------- |
| Núm                       | Ciclista                    | Pos                       |
| 61                        | Elia Viviani (ITA)          | 117è                      |
| 62                        | Dries Devenyns (BEL)        | 29è                       |
| 63                        | Remco Evenepoel (BEL)       | DNF-4                     |
| 64                        | Mikkel Frølich Honoré (DEN) | 96è                       |
| 65                        | James Knox (GBR)            | 8è                        |
| 66                        | Michael Mørkøv (DEN)        | 99è                       |
| 67                        | Fabio Sabatini (ITA)        | 95è                       |

| EF Education First EF1 | EF Education First EF1    | EF Education First EF1 |
| ---------------------- | ------------------------- | ---------------------- |
| Núm                    | Ciclista                  | Pos                    |
| 71                     | Tejay van Garderen (USA)  | 16è                    |
| 72                     | Sean Bennett (USA)        | 61è                    |
| 73                     | Simon Clarke (AUS)        | DNF-6                  |
| 74                     | Daniel McLay (GBR)        | 120è                   |
| 75                     | Sacha Modolo (ITA)        | 93è                    |
| 76                     | James Whelan (AUS)        | 77è                    |
| 77                     | Julius van den Berg (NED) | 88è                    |

| Gazprom-RusVelo GAZ | Gazprom-RusVelo GAZ    | Gazprom-RusVelo GAZ |
| ------------------- | ---------------------- | ------------------- |
| Núm                 | Ciclista               | Pos                 |
| 81                  | Aleksandr Pórsev (RUS) | 114è                |
| 82                  | Ildar Arslànov (RUS)   | 33è                 |
| 83                  | Ígor Bóiev (RUS)       | 122è                |
| 84                  | Stepan Kurianov (RUS)  | 124è                |
| 85                  | Artiom Nitx (RUS)      | 32è                 |
| 86                  | Serguei Xílov (RUS)    | 87è                 |
| 87                  | Anton Vorobiov (RUS)   | 127è                |

| Groupama-FDJ GFC | Groupama-FDJ GFC            | Groupama-FDJ GFC |
| ---------------- | --------------------------- | ---------------- |
| Núm              | Ciclista                    | Pos              |
| 91               | Anthony Roux (FRA)          | 54è              |
| 92               | Bruno Armirail (FRA)        | 130è             |
| 93               | Mickaël Delage (FRA)        | 86è              |
| 94               | David Gaudu (FRA)           | 3r               |
| 95               | Sébastien Reichenbach (SUI) | 25è              |
| 96               | Marc Sarreau (FRA)          | 111è             |
| 97               | Miles Scotson (AUS)         | 60è              |

| Lotto-Soudal LTS | Lotto-Soudal LTS      | Lotto-Soudal LTS |
| ---------------- | --------------------- | ---------------- |
| Núm              | Ciclista              | Pos              |
| 101              | Caleb Ewan (AUS)      | 79è              |
| 102              | Adam Blythe (GBR)     | 115è             |
| 103              | Adam Hansen (AUS)     | 82è              |
| 104              | Roger Kluge (GER)     | 106è             |
| 105              | Bjorg Lambrecht (BEL) | 24è              |
| 106              | Maxime Monfort (BEL)  | 55è              |
| 107              | Sander Armée (BEL)    | 51è              |

| Mitchelton-Scott MTS | Mitchelton-Scott MTS   | Mitchelton-Scott MTS |
| -------------------- | ---------------------- | -------------------- |
| Núm                  | Ciclista               | Pos                  |
| 111                  | Michael Albasini (SUI) | 73è                  |
| 112                  | Jack Bauer (NZL)       | 62è                  |
| 113                  | Sam Bewley (NZL)       | 80è                  |
| 114                  | Brent Bookwalter (USA) | 18è                  |
| 115                  | Tsgabu Grmay (ETH)     | 20è                  |
| 116                  | Luka Mezgec (SLO)      | 72è                  |
| 117                  | Callum Scotson (AUS)   | 41è                  |

| Dimension Data TDD | Dimension Data TDD                | Dimension Data TDD |
| ------------------ | --------------------------------- | ------------------ |
| Núm                | Ciclista                          | Pos                |
| 121                | Mark Cavendish (GBR)              | 109è               |
| 122                | Bernhard Eisel (AUT)              | 89è                |
| 123                | Amanuel Gebrezgabihier (ERI)      | NP-4               |
| 124                | Reinardt Janse van Rensburg (RSA) | 53è                |
| 125                | Roman Kreuziger (CZE)             | 28è                |
| 126                | Louis Meintjes (RSA)              | 31è                |
| 127                | Jay Robert Thomson (RSA)          | 76è                |

| Team Jumbo-Visma TJV | Team Jumbo-Visma TJV  | Team Jumbo-Visma TJV |
| -------------------- | --------------------- | -------------------- |
| Núm                  | Ciclista              | Pos                  |
| 131                  | Primož Roglič (SLO)   | 1r                   |
| 132                  | Koen Bouwman (NED)    | 74è                  |
| 133                  | Laurens De Plus (BEL) | 9è                   |
| 134                  | Tom Leezer (NED)      | 119è                 |
| 135                  | Paul Martens (GER)    | 110è                 |
| 136                  | Tony Martin (GER)     | 131è                 |
| 137                  | Jos van Emden (NED)   | 84è                  |

| Katusha-Alpecin TKA | Katusha-Alpecin TKA         | Katusha-Alpecin TKA |
| ------------------- | --------------------------- | ------------------- |
| Núm                 | Ciclista                    | Pos                 |
| 141                 | Marcel Kittel (GER)         | 112è                |
| 142                 | Alex Dowsett (GBR)          | DNF-6               |
| 143                 | Marco Haller (AUT)          | 94è                 |
| 144                 | Pàvel Koixetkov (RUS)       | 67è                 |
| 145                 | Daniel Navarro García (ESP) | 42è                 |
| 146                 | Rick Zabel (GER)            | DNF-2               |
| 147                 | Ilnur Zakarin (RUS)         | NP-7                |

| Team Novo Nordisk TNN | Team Novo Nordisk TNN  | Team Novo Nordisk TNN |
| --------------------- | ---------------------- | --------------------- |
| Núm                   | Ciclista               | Pos                   |
| 151                   | Declan Irvine (AUS)    | 103è                  |
| 152                   | Mehdi Benhamouda (FRA) | 126è                  |
| 153                   | Sam Brand (GBR)        | 83è                   |
| 154                   | Fabio Calabria (AUS)   | 102è                  |
| 155                   | Péter Kusztor (HUN)    | 49è                   |
| 156                   | Andrea Peron (ITA)     | 108è                  |
| 157                   | Charles Planet (FRA)   | 125è                  |

| Team Sky SKY | Team Sky SKY               | Team Sky SKY |
| ------------ | -------------------------- | ------------ |
| Núm          | Ciclista                   | Pos          |
| 161          | Kenny Elissonde (FRA)      | NP-6         |
| 162          | Michał Gołaś (POL)         | 81è          |
| 163          | Kristoffer Halvorsen (NOR) | 107è         |
| 164          | Michał Kwiatkowski (POL)   | 10è          |
| 165          | Gianni Moscon (ITA)        | 36è          |
| 166          | Salvatore Puccio (ITA)     | 52è          |
| 167          | Pàvel Sivakov (RUS)        | 23è          |

| Team Sunweb SUN | Team Sunweb SUN       | Team Sunweb SUN |
| --------------- | --------------------- | --------------- |
| Núm             | Ciclista              | Pos             |
| 171             | Tom Dumoulin (NED)    | 6è              |
| 172             | Nikias Arndt (GER)    | 71è             |
| 173             | Cees Bol (NED)        | 123è            |
| 174             | Chad Haga (USA)       | 57è             |
| 175             | Wilco Kelderman (NED) | 5è              |
| 176             | Robert Power (AUS)    | 48è             |
| 177             | Max Walscheid (GER)   | 118è            |

| Trek-Segafredo TFS | Trek-Segafredo TFS           | Trek-Segafredo TFS |
| ------------------ | ---------------------------- | ------------------ |
| Núm                | Ciclista                     | Pos                |
| 181                | Richie Porte (AUS)           | 50è                |
| 182                | William Clarke (AUS)         | 68è                |
| 183                | Niklas Eg (DEN)              | 27è                |
| 184                | Markel Irizar Aranburu (ESP) | 92è                |
| 185                | Bauke Mollema (NED)          | 46è                |
| 186                | Matteo Moschetti (ITA)       | 90è                |
| 187                | Kiel Reijnen (USA)           | 91è                |

| UAE Team Emirates UAD | UAE Team Emirates UAD            | UAE Team Emirates UAD |
| --------------------- | -------------------------------- | --------------------- |
| Núm                   | Ciclista                         | Pos                   |
| 191                   | Alexander Kristoff (NOR)         | 85è                   |
| 192                   | Fernando Gaviria Rendón (COL)    | 78è                   |
| 193                   | Rui Alberto Faria da Costa (POR) | 17è                   |
| 194                   | Vegard Stake Laengen (NOR)       | 98è                   |
| 195                   | Daniel Martin (IRL)              | 7è                    |
| 196                   | Oliviero Troia (ITA)             | 104è                  |
| 197                   | Diego Ulissi (ITA)               | 15è                   |